# Такамори (Кумамото)
Такамо́ри (яп. 高森町 Такамори-мати) — посёлок в Японии, находящийся в уезде Асо префектуры Кумамото. Площадь посёлка составляет 174,90 км², население — 6514 человек (1 августа 2014), плотность населения — 37,24 чел./км².

## Географическое положение
Посёлок расположен на острове Кюсю в префектуре Кумамото региона Кюсю. С ним граничат города Асо, Такета, посёлки Ямато, Такатихо и село Минамиасо.

## Население
Население посёлка составляет 6514 человек (1 августа 2014), а плотность — 37,24 чел./км². Изменение численности населения с 1980 по 2005 годы:
| 1980 | 8806 чел. |  |
| 1985 | 8531 чел. |  |
| 1990 | 8069 чел. |  |
| 1995 | 7703 чел. |  |
| 2000 | 7300 чел. |  |
| 2005 | 7081 чел. |  |

## Символика
Деревом посёлка считается Prunus jamasakura, цветком — Lilium concolor.